# C. Bange Verlag

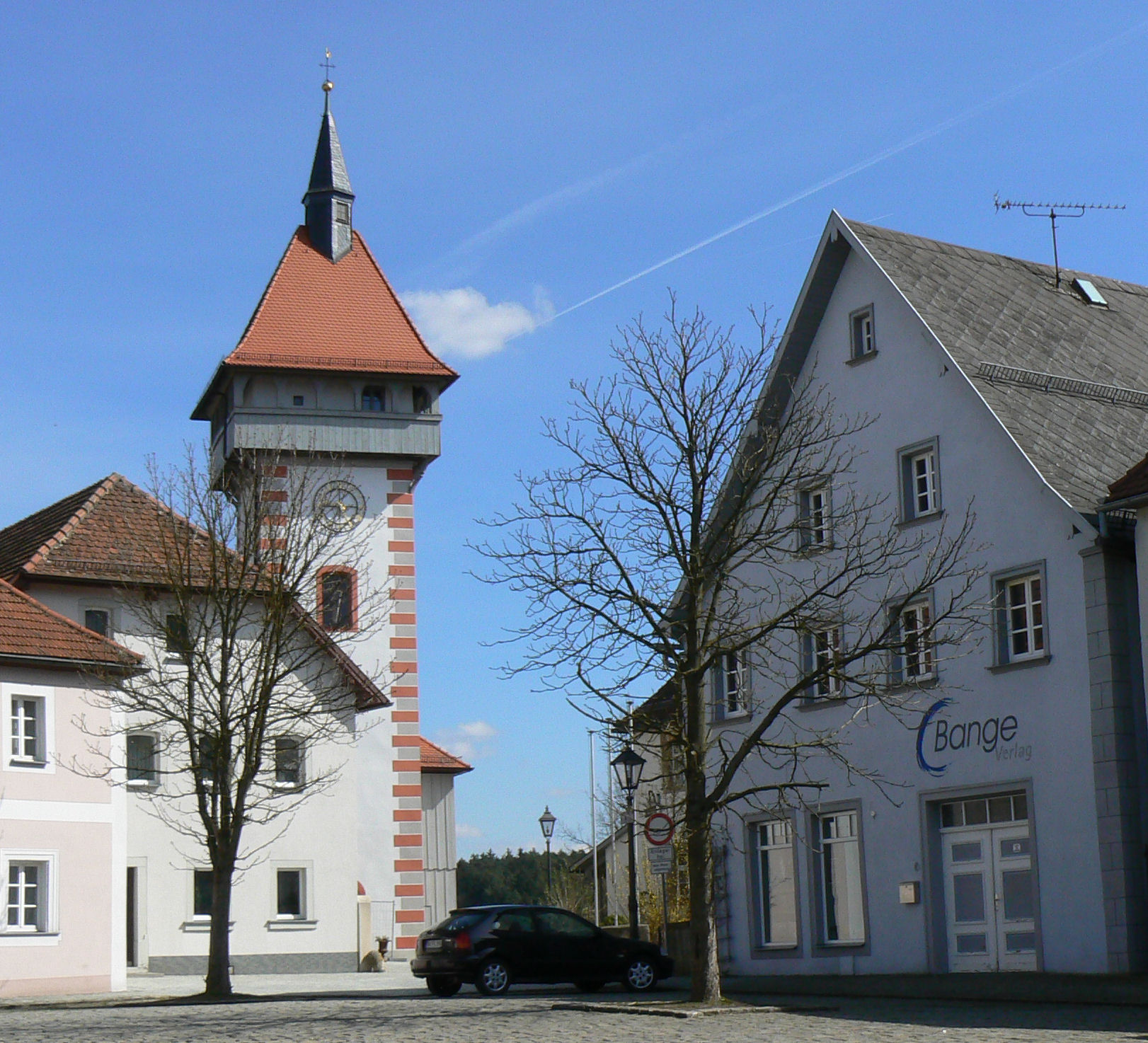
C. Bange Verlag am historischen Marienplatz in Hollfeld

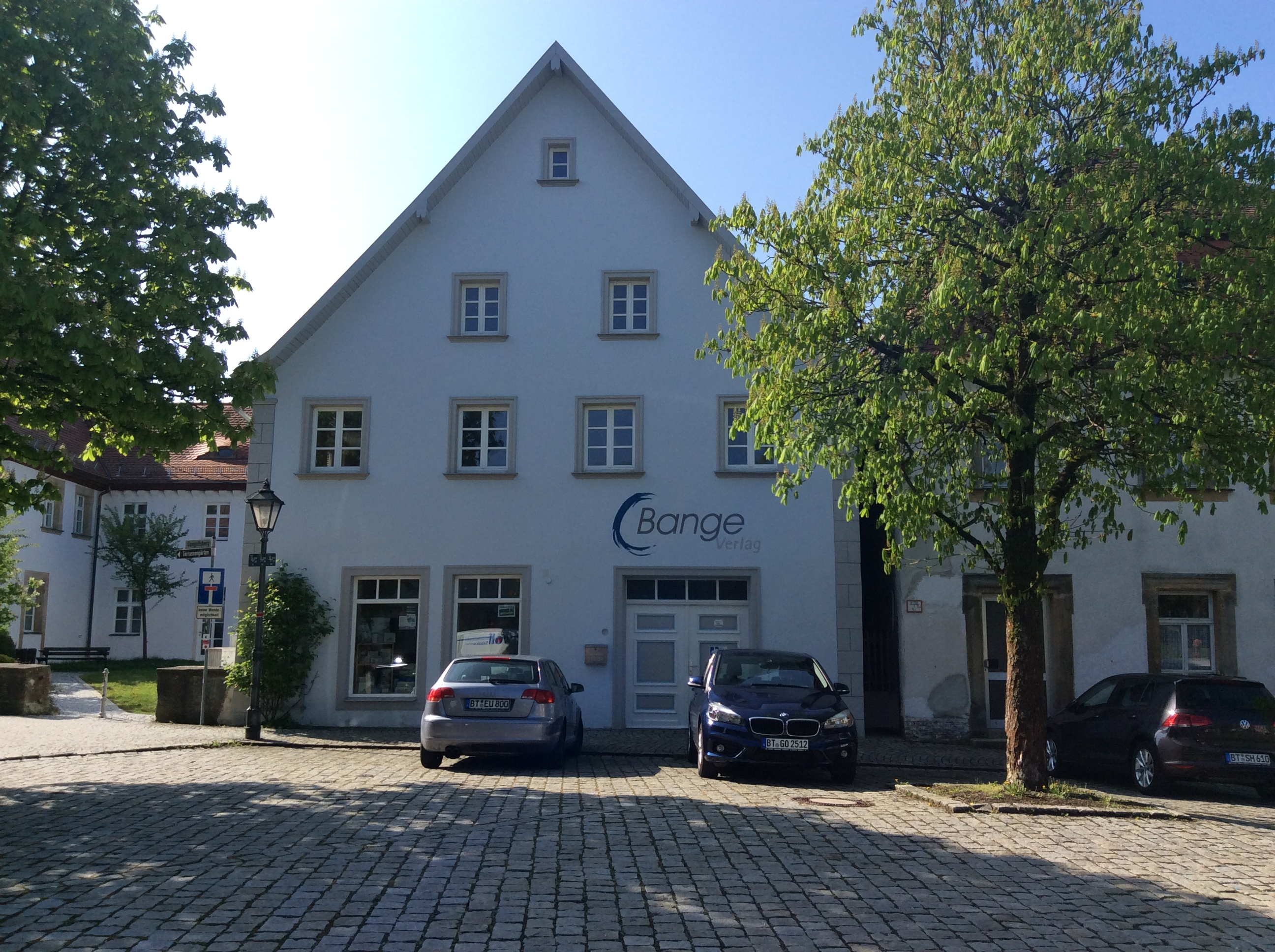
Sitz des C. Bange Verlages in Hollfeld am historischen Marienplatz

Der C. Bange Verlag ist ein zur Klett Gruppe gehöriger Kleinverlag in der oberfränkischen Stadt Hollfeld und vor allem bekannt durch seine Reihe Königs Erläuterungen.

## Geschichte
Der C. Bange Verlag wurde am 11. November 1871 von Carl Bange in Halberstadt gegründet. 1898 erwarb der Leipziger Verleger Hermann Beyer den Verlag von Banges Witwe. Mit diesem Kauf übernahm das Leipziger Verlagshaus die Reihe „Kleine Übersetzungsbibliothek römischer und griechischer Klassiker“. Ein Jahr zuvor, am 1. Juni 1897, hatte es die Rechte an der bis dahin aus vier Bänden bestehenden Reihe „Dr. Wilhelm Königs Erläuterungen zu den Klassikern“ gekauft. Bis 1932 kamen noch einige Verlage unter das Verlagsdach Hermann Beyers, die unter ihrer alten Firmenbezeichnung weitergeführt wurden (sog. Imprints). Mit diesen Übernahmen kam neben literarischen Werken wie denen Hans Christian Andersens und buchhändlerischer Fachliteratur auch eine Bastel-Buchreihe „Wie baue ich mir selbst?“ ins Verlagsprogramm.
1912 erschienen die ersten Lernhilfen im Beyer Verlag. In der Folgezeit bereinigte Hermann Beyer das Verlagsprogramm durch Verkäufe und konzentrierte sich auf Veröffentlichungen zur außerschulischen Bildung. Nach seinem Tod am 17. Juli 1935 übernahmen die Söhne Rudolf und Wolfgang das Verlagsgeschäft und brachten die Reihe „Wie baue ich mir selbst?“ auf 305 verschiedene Bauanleitungen zu Radios, Segelflugzeugen und mehr. Die passive Haltung der Verlagsinhaber gegenüber dem Nationalsozialismus führte am 26. August 1944 zur Schließung des gesamten Betriebs.
Bereits am 10. Oktober 1945 konnte der Verlag mit Bescheid der neu gebildeten Zentralstelle für Buch- und Bibliothekswesen beim Volksbildungsamt der Stadt Leipzig die buchhändlerische Verkaufstätigkeit wieder aufnehmen. Eine Verlags- und Produktionslizenz musste jedoch bei der sowjetischen Besatzungsmacht beantragt werden. Die wiederholte erfolglose Antragstellung ließ erahnen, dass eine vollständige Wiederaufnahme der Verlagstätigkeit schwierig werden würde. Am 24. Oktober 1951 begann daher mit einem Neueintrag ins Handelsregister Bayreuth die Verlagstätigkeit als Parallelverlag im oberfränkischen Hollfeld, und zwar aus politischen wie rechtlichen Gründen unter dem Verlagsnamen C. Bange. Der Neubeginn geschah in Absprache mit den noch in Leipzig arbeitenden Eigentümern und wurde von einem ehemaligen Leipziger Mitarbeiter, Helmut Breitfeld, geleitet. Am 23. Dezember 1953 lehnten die seit 1949 wirkenden DDR-Behörden den Antrag auf eine Produktionslizenz ab. Deshalb beendete der Verlag Hermann Beyer ca. 1962 die Auslieferung in Leipzig.
Am 2. Januar 1976 trat der Enkel des Gründers, Joachim Beyer, in die Firma ein. Dem Erfolg der Reihe „Dr. Wilhelm Königs Erläuterungen zu den Klassikern“ trug der Verlag unter Beyers Leitung durch zeitgemäße Änderungen und Aktualisierungen Rechnung. In diese Zeit fällt auch die Änderung des Reihennamens in „Königs Erläuterungen und Materialien“. Die Reihe „Bange Lernhilfen“ wurde weiter ausgebaut.
Seit dem 1. Januar 1997 wird der C. Bange Verlag GmbH & Co. KG von Thomas Appel und Kerstin Lange, einer Enkelin Hermann Beyers, geführt. Ein Jahr später ergaben sich mit der Einführung der Neuregelung der Rechtschreibung zum 1. August 1998 besonders für den Bereich Lernhilfen Deutsch umfangreiche Änderungen. Im Zuge dieser Änderungen wurde auch das Erscheinungsbild der Reihe umgestellt. Die Reihe „kurz & bündig“ mit kurzen Informationen zu bestimmten Themen erschien ab 1999, die Abiturtrainer Deutsch ab 2000. Die Reihe der Erläuterungsbändchen wurde vermehrt durch zeitgenössische Literatur ergänzt und änderte ihr bis dato gewohntes Erscheinungsbild.
2001 ging der Bange Verlag online, 2002 änderte er die Gesellschaftsform in C. Bange Verlag GmbH. Ein Jahr später wurden die Lernhilfenreihen in „Königs Lernhilfen“ umbenannt und es erschien der erste Band der Reihe „Königs Kopiervorlagen“. Ab Januar 2011 erschienen die Königs Erläuterungen in einer neuen Aufmachung. Erstmals in der Verlagsgeschichte wurde eine umfangreiche inhaltliche und optische Überarbeitung der Reihe nach einer Schüler- und Lehrerbefragung durchgeführt. Der Reihentitel änderte sich in „Königs Erläuterungen“.

## Verlagsprogramm
Seit der Gründung im Jahr 1871 liegt der Programmschwerpunkt im Bereich Interpretations- und Lernhilfen. Zum Verlagssortiment gehören die Reihen „Königs Erläuterungen“ – mit über 200 lieferbaren Titeln die umfangreichste deutschsprachige Interpretationsreihe, „Königs Abi-Trainer“ – für eine zielgerichtete und zeitsparende Abi-Vorbereitung, „Königs Lernhilfen“ – Materialien für Schüler der 3. bis 10. Klasse, „Königs Kopiervorlagen“ – Materialien für Lehrer, „Hamburger Lesehefte Plus“ – Originaltext der Hamburger Lesehefte kombiniert mit einem Materialteil – und die Reihe „Kleine Übersetzungsbibliothek griechischer und römischer Klassiker“, die ca. 400 wortgetreue Übersetzungen im Kleinformat umfasst. Ebenfalls gehört das Lektürehilfen-Portal der Reihe „Königs Erläuterungen“ lektueren-verstehen.de zum Verlagsangebot. Schülern wird somit eine Klausur- oder Prüfungsvorbereitung und Lehrern eine Grundlage für ihre Unterrichtsgestaltung geboten.

## Sonstiges
Es besteht keine Verbindung zum Verlag Otto Beyer Leipzig.